# Adam Jasiewicz
Adam Jasiewicz (ur. 12 października 1928 w Krakowie, zm. 21 czerwca 2001) – polski botanik, profesor zwyczajny, wieloletni dyrektor Instytutu Botaniki Polskiej Akademii Nauk.

## Życiorys
Adam Jasiewicz był synem Jana i Zofii z Roszczyków. Podczas okupacji uczęszczał na tajne komplety. Po wojnie ukończył liceum dla dorosłych w Bytomiu, gdzie przez półtora roku pracował jako górnik w Kopalni Węgla Kamiennego Szombierki. W 1952 roku rozpoczął studia na Wydziale Leśnym Uniwersytetu Jagiellońskiego, następnie przeniósł się na Wydział Biologii. Po ukończeniu studiów został aspirantem w Katedrze Systematyki i Geografii Roślin Uniwersytetu Jagiellońskiego, od 1955 roku pracował także w Instytucie Botaniki PAN.
Doktorat obronił w 1958 roku, po czym odbywał staż w Międzynarodowej Stacji Geobotanicznej w Montpellier. Pracował nad światową monografią rodzaju Scabiosa, prowadził badania flory Pirynu. W 1966 roku uzyskał habilitację (od tegoż roku należał do PZPR), trzy lata później objął stanowisko dyrektora Instytutu Botaniki PAN oraz kierownika Zakładu Systematyki Roślin Naczyniowych. W 1973 roku otrzymał tytuł profesora nadzwyczajnego, w 1982 zwyczajnego.
W trakcie wypraw naukowych do różnych krajów Europy, Azji i Ameryki zgromadził zbiory zielnikowe, liczące niemal 50 tysięcy arkuszy, które przekazał Instytutowi Botaniki. Był redaktorem naczelnym Fragmenta Floristica et Geobotanica oraz Flory Polski, doradcą regionalnym ze strony Polski Flora Europaea, autorem kilkudziesięciu publikacji, wśród których była monografia Rośliny naczyniowe Bieszczadów Zachodnich (1965). Był Członkiem Honorowym Bułgarskiego Towarzystwa Naukowego.
Ze stanowiska dyrektora Instytutu Botaniki odszedł w 1983 roku, do przejścia na rentę inwalidzką w 1992 roku kierował Zakładem Systematyki Roślin Naczyniowych. Zmarł 21 czerwca 2001 roku i został pochowany na Cmentarzu Rakowickim (Cmentarzu wojskowym przy ul. Prandoty) (kw. LXXXIV-2-35).

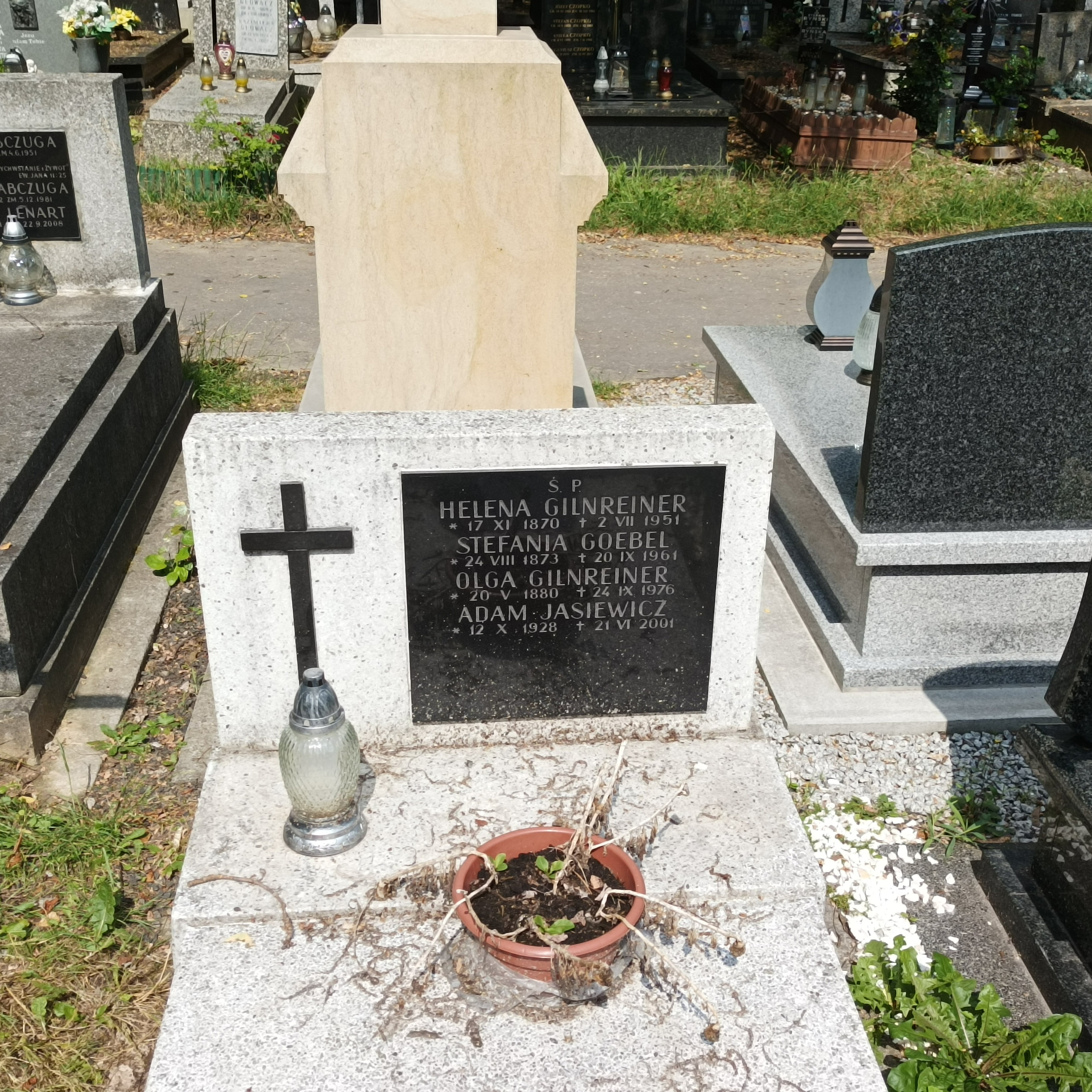
Grób prof. Adama Jasiewicza na cmentarzu wojskowym przy ul. Prandoty w Krakowie